# Карсон, Эссенс
Эссенс Карсон (англ. Essence Carson; род. 28 июля 1986 года в Патерсоне, штат Нью-Джерси, США) — американская профессиональная баскетболистка, которая выступает за команду женской национальной баскетбольной ассоциации «Коннектикут Сан». Она была выбрана на драфте ВНБА 2008 года под общим седьмым номером командой «Нью-Йорк Либерти». Играет на позиции атакующего защитника и лёгкого форварда.

## Ранние годы
Эссенс Карсон родилась 28 июля 1986 года в городе Патерсон (штат Нью-Джерси) в семье Джозефа Карсона и Стейси Робинсон, у неё есть брат, Шакил, и сестра, Алексис, а училась там же в средней школе Истсайд, в которой выступала за местную баскетбольную команду.